# بخش وین (شهرستان فایت، اوهایو)
بخش وین (به انگلیسی: Wayne Township) یک منطقهٔ مسکونی در ایالات متحده آمریکا است که در شهرستان فیت، اوهایو واقع شده‌است.
 بخش وین ۱۱۹٫۵ کیلومتر مربع مساحت و ۱٬۳۸۷ نفر جمعیت دارد و ۲۸۱ متر بالاتر از سطح دریا واقع شده‌است.